# حياة لا تستحق الحياة
«حياة لا تستحق الحياة» تسمية نازية لشرائح من السكان، والتي، وفقًا للنظام النازي في ذلك الوقت، لم يكن لها الحق في العيش. تم استهداف هؤلاء الأفراد ليتم التخلص منهم من قبل الدولة، وعادةً من خلال إكراه أو خداع القائمين على رعايتهم. شمل المصطلح الأشخاص الذين يعانون من مشاكل طبية خطيرة والذين يعتبرون أقل شأنا وفقا للسياسة العنصرية لألمانيا النازية. شكّل هذا المفهوم مكونًا مهمًا في الأيديولوجية النازية وساعد في النهاية في الوصول إلى المحرقة. وهو مشابه لمفهوم «أونترمينش» ولكنه أكثر تقييدًا، حيث لم يكن جميع البشر «دون البشر» يستحقون الحياة (اعتبر السلاف، على سبيل المثال، مفيدًين للعمل كعبيد).
تم اعتماد برنامج القتل الرحيم رسميًا في عام 1939 وجاء من خلال القرار الشخصي لأدولف هتلر. نمت من حيث النطاق بعملية تي4 في عام 1941 عندما أوقفت الاحتجاجات العامة البرنامج. استمر القتل الرحيم للأشخاص ذوي الإعاقة بشكل أكثر تكتمًا حتى نهاية الحرب العالمية الثانية. تم توسيع الطرق المستخدمة في البداية في المستشفيات الألمانية مثل الحقن المميتة وتسمم بالغازات المعبأة في زجاجات لتشكل الأساس لإنشاء معسكرات الإبادة حيث تم بناء غرف الغاز من نقطة الصفر لإبادة اليهود والغجر والشيوعيين والفوضويين والمنشقون السياسيون.

## تطوير المفهوم

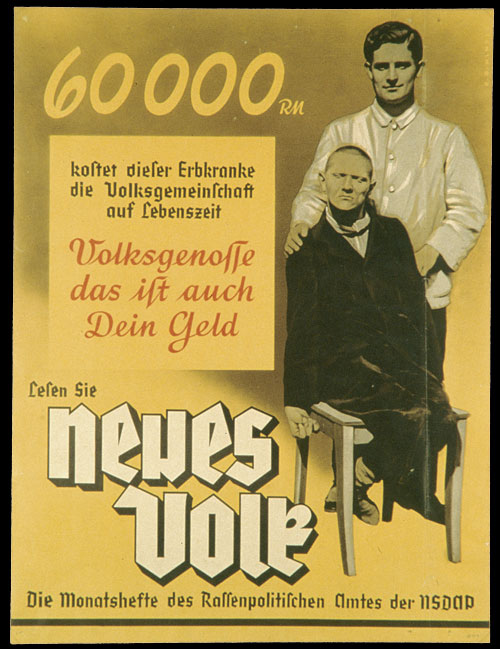
يقول هذا الملصق (منذ عام 1938): "60000 رايخ مارك هو ما يكلفه هذا الشخص الذي يعاني من عيب وراثي للمجتمع خلال فترة حياته.